# Branchia potens
Espèce
Branchia potens est une espèce de solifuges de la famille des Ammotrechidae.

## Distribution
Cette espèce se rencontre aux États-Unis en Californie, au Nevada et en Utah et au Mexique en Basse-Californie,.

## Description
Le mâle holotype mesure 12,0 mm.

## Publication originale
- Muma, 1951 : The Arachnid order Solpugida in the United States. Bulletin of the American Museum of Natural History, no 97, p. 31-141 (texte intégral).